# السياسة في فنزويلا
السياسة في فنزويلا تُدار في ظل ما يُسمى بالجمهورية الرئاسية الفيدرالية، لكنها في الممارسة العملية عبارة عن نظام حكم سلطوي. قبل أوائل التسعينيات من القرن العشرين كانت فنزويلا تُعتبر ديمقراطية ليبرالية مستقرة وذات استمرارية بشكل غير عادي في أمريكا اللاتينية، بعد أن انتقلت إلى الديمقراطية في عام 1958. ووفقًا لمؤشرات الديمقراطية من معهد فّي ديم، كانت فنزويلا في عام 2023 ثالث أقل دولة ديمقراطية انتخابية في أمريكا اللاتينية.
بعد فوز الشعبوي الاشتراكي هوغو تشافيز في الانتخابات الرئاسية عام 1998، بدأت فنزويلا تدريجيًا بتدهور ديمقراطي قبل الانتقال إلى نظام حكم سلطوي، حيث لا تجري حماية الحقوق السياسية والمدنية، والانتخابات ليست حرة ونزيهة. وفي ظل حكم تشافيزـ وفي وقت لاحق تحت حكم خليفته نيكولاس مادورو، تركزت السلطة في أيدي السلطة التنفيذية، وجرى تقويض الضوابط والتوازنات المؤسسية، وقمع وسائل الإعلام المستقلة، وتهميش قوى المعارضة في المؤسسات الحاكمة، مثل الكونغرس والمحاكم ووكالات الرقابة وشركة البترول المملوكة للدولة (PDVSA) والجيش.
تتركز السياسة بيد قطب أنصار الرئيس نيكولاس مادورو، المنظمين باسم الحزب الاشتراكي الموحد الفنزويلي (PSUV) والقطب الوطني العظيم، وبعض أحزاب المعارضة. كما جرى حرمان أحزاب المعارضة ومرشحي المعارضة بانتظام من خوض الانتخابات. وفي أوقات أخرى قاطعت أحزاب المعارضة الانتخابات الوطنية، مستشهدة بطبيعتها غير الديمقراطية.
تأسس الحزب الاشتراكي الموحد الفنزويلي في عام 2007، ليوحد عددًا من الأحزاب الصغيرة التي تدعم الثورة البوليفارية التي قادها هوغو تشافيز مع حركة الجمهورية الخامسة التي قادها تشافيز أيضًا. وقد تولى الحزب الاشتراكي الموحد الفنزويلي وسابقوه الرئاسة منذ عام 1998، والهيئة التشريعية خلال معظم تلك الفترة. أما المائدة المستديرة للوحدة الديمقراطية (MUD)، التي تأسست في عام 2008، فتوحد أغلب أحزاب المعارضة (حزب العصر الجديد، ومشروع فنزويلا، والعدالة أولًا، وحركة الاشتراكية (فنزويلا) وغيرها). وقد توفي هوغو تشافيز في أوائل عام 2013 كشخصية سياسية منبوذة، بعد أن كان الشخصية المركزية في المشهد السياسي الفنزويلي منذ انتخابه رئيسًا في عام 1998، وخلفه مادورو (في البداية كرئيس مؤقت، قبل أن يفوز بفارق ضئيل في الانتخابات الرئاسية الفنزويلية عام 2013).

## الأحزاب والزعماء

### الحزب الحاكم
الحزب الاشتراكي الموحد لفنزويلا – (نيكولاس مادورو)، معترف به جزئيًا. وقد اعترفت نحو 60 دولة، بما في ذلك الولايات المتحدة والاتحاد الأوروبي، بخوان غوايدو (المائدة المستديرة للوحدة الديمقراطية) رئيسًا لفنزويلا. واعتبارًا من عام 2021 لم يعد الاتحاد الأوروبي يعترف بخوان غوايدو رئيسًا مؤقتًا لفنزويلا.

### الأحزاب غير الحاكمة
- العصر الجديد أو UNT – (مانويل روزاليس)
- تحالف الشعب الشجاع أو ABP – (ريتشارد بلانكو)
- الديمقراطيون المسيحيون أو كوباي – خوان كارلوس ألفارادو
- ائتلاف أحزاب المعارضة – المائدة المستديرة للوحدة الديمقراطية – (خوسيه لويس كارتايا)
- الحزب الشيوعي الفنزويلي أو PCV – (أوسكار فيغيرا)
- العمل الديمقراطي أو AD – (هنري راموس ألوب)
- الوطن للجميع أو PPT – (رافائيل أوزكاتيغوي)
- من أجل الديمقراطية الاجتماعية أو بوديموس – (ديدالكو أنتونيو بوليفار غروتيرول)
- العدالة أولًا أو PJ – (خوليو بورخيس)
- الحركة نحو الاشتراكية أو MAS – (سيغوندو ميلينداز)
- الإرادة الشعبية أو VP – (ليوبولدو لوبيز)
- الطليعة التقدمية أو AP – (هنري فالكون)
- القضية الراديكالية أو لا كوزا آر – (أمريكا دي غراتسيا)
- الحركة التقدمية الفنزويلية أو MPV – (سيمون كالزاديلا)
- مشروع فنزويلا أو PV – (هنريكي فرناندو سالاس فيو)[10]

## التاريخ
تميزت السياسة الفنزويلية بالحكم العسكري لمعظم تاريخها بعد الاستقلال. ومن الاستقلال حتى عام 1956 مرّ على فنزويلا 24 دستورًا. وغالبًا ما وُضعت هذه الدساتير من قبل الفائزين بعد الثورات الناجحة.
أدى انتخاب رومولو جايجوس رئيسًا في عام 1947 إلى جعله أول رئيس منتخب بحرية في تاريخ فنزويلا. لكنه خُلع من السلطة من قبل ضباط عسكريين في الانقلاب الفنزويلي عام 1948.

### 1958–1999
الخلفية للمشهد السياسي الحالي هي تطور الديمقراطية في فنزويلا خلال القرن العشرين، حيث لعبت منظمة العمل الديمقراطي (بالإسبانية: Acción Democrática، التي تأسست عام 1941) وسابقاتها دورًا مهمًا في السنوات الأولى. وقادت منظمة العمل الديمقراطي الحكومة خلال الفترة الديمقراطية الأولى في فنزويلا (1945-1948). وبعد عقد من الدكتاتورية (1948-1958) وسقوط الدكتاتور ماركوس بيريز خيمينيز، استُبعدت منظمة العمل الديمقراطي من السلطة، وقد حكم أربعة رؤساء فنزويليين من منظمة العمل الديمقراطي من الستينيات إلى التسعينيات من القرن العشرين. وتميزت هذه الفترة، المعروفة باسم «الجمهورية الرابعة»، بتطور ميثاق بونتو فيخو لعام 1958 بين الأحزاب الرئيسية (بما في ذلك الاتحاد الجمهوري الديمقراطي، الذي تضاءلت أهميته لاحقًا).
بحلول نهاية تسعينيات القرن العشرين كانت مصداقية نظام الحزبين معدومة تقريبًا. وكان هذا في الغالب بسبب الفساد والفقر الذي عانى منه الفنزويليون مع تدفق ثروات النفط خلال السبعينيات وأزمة الديون التي تطورت خلال الثمانينيات. وقد عُزل آخر رئيس لحزب العمل الديمقراطي (كارلوس أندريس بيريز) بتهمة الفساد في عام 1993 وقضى عامين تحت الإقامة الجبرية نتيجة لذلك. وقدم كوباي الحزب التقليدي الرئيسي الآخر رئيسين فنزويليين (رافائيل كالديرا، 1969-1974، ولويس هيريرا كامبينز، 1979-1983). وانهارت الثقة في الأحزاب التقليدية إلى الحد الذي جعل رافائيل كالديرا يفوز في الانتخابات الرئاسية لعام 1993 بنحو 30% من الأصوات، ممثلًا بذلك ائتلافًا انتخابيًا جديدًا هو التقارب الوطني. وبحلول عام 1998 انخفض دعم العمل الديمقراطي وحزب كوباي بشكل أكبر، وفاز هوغو تشافيز بانتخابات عام 1998، وقد كان شخصًا بعيدًا عن السياسة.

### 1999–2013
أطلق تشافيز ما أسماه «الثورة البوليفارية»، وأوفى بوعد انتخابي من خلال الدعوة إلى تشكيل جمعية تأسيسية في عام 1999، والتي صاغت الدستور الجديد لفنزويلا. مُنح تشافيز السلطة التنفيذية من قبل الجمعية الوطنية للحكم بالمراسيم عدة مرات طوال فترة ولايته، حيث أصدر مئات القوانين. وحكم تشافيز فنزويلا بالمراسيم في أعوام 2000، و2001، و2004، و2005، و2006، و2007، و2008، و2010، و2011 و2012. تأسس الحزب الاشتراكي الموحد لفنزويلا (Partido Socialista Unido de Venezuela, PSUV) في عام 2007، ليوحد عددًا من الأحزاب الصغيرة التي تدعم الثورة البوليفارية التي قادها هوغو تشافيز مع حركة الجمهورية الخامسة التي قادها تشافيز. كما وحدت المائدة المستديرة للوحدة الديمقراطية (Mesa de la Unidad Democrática, MUD)، التي تأسست في عام 2008، الكثير من أحزاب المعارضة (حركة العصر الجديد)، ومشروع فنزويلا، والعدالة أولًا، وحركة الاشتراكية (فنزويلا) وغيرها). وفي عام 2008 طردت الحكومة منظمة هيومن رايتس ووتش التي تتخذ من الولايات المتحدة مقرًا لها، والتي كانت تنتقد سجل الحكومة في مجال حقوق الإنسان. توفي هوغو تشافيز في منصبه في أوائل عام 2013 بعد صراع طويل مع السرطان كشخصية سياسية منبوذة، بعد أن كان الشخصية المركزية في المشهد السياسي الفنزويلي منذ انتخابه للرئاسة في عام 1998. ومع اقترابه من الموت، أعرب تشافيز عن رغبته في أن يخلفه نائبه. وقد خلف تشافيز نائبه نيكولاس مادورو في البداية كرئيس مؤقت، قبل أن يفوز بفارق ضئيل في الانتخابات الرئاسية الفنزويلية عام 2013.

### 2013–حتى الآن
كان نيكولاس مادورو رئيسًا لفنزويلا منذ عام 2013 حتى الوقت الحاضر. وتميز حكمه باستمرار السياسات الشعبوية الاشتراكية البوليفارية (على الأقل حتى عام 2020)، ولكن أيضًا بأزمة اقتصادية حادة - التضخم المفرط (53.798.500٪ بين عام 2016 وأبريل 2019)، وتصاعد الجوع، والأمراض، ومعدلات الجريمة والوفيات، والهجرة الجماعية (ما يقرب من 5 ملايين من البلاد اعتبارًا من عام 2019). وجرى الإبلاغ عن عمليات القتل خارج نطاق القضاء للمعارضة من قبل القوات الحكومية (من قبل الأمم المتحدة) لتشمل 6800 حالة وفاة اعتبارًا من عام 2019.
وقد ألقي اللوم في الأزمة على انخفاض أسعار النفط في أوائل عام 2015؛ وعلى «الحرب الاقتصادية» على الاشتراكية الفنزويلية، والتي شنتها العقوبات الدولية، ونُخب الأعمال في البلاد؛ وعلى «سنوات من سوء الإدارة الاقتصادية والفساد»، بما في ذلك الافتقار إلى الصيانة والاستثمار في إنتاج النفط.